# Sphaerotheca
Sphaerotheca é um género de anfíbio anuro pertencente família Ranidae.

## Espécies
- Sphaerotheca breviceps (Schneider, 1799).
- Sphaerotheca dobsoni (Boulenger, 1882).
- Sphaerotheca leucorhynchus (Rao, 1937).
- Sphaerotheca maskeyi (Schleich et Anders, 1998).
- Sphaerotheca rolandae (Dubois, 1983).
- Sphaerotheca strachani (Murray, 1884).
- Sphaerotheca swani (Myers et Leviton In Leviton, Myers et Swan, 1956).